# Minority Report (film)
Minority Report je americký sci-fi film režiséra Stevena Spielberga z roku 2002 nominovaný na Oscara. Námětem byla povídka Minority Report (1956) spisovatele Philipa K. Dicka. Film se zabývá otázkou předpovídání budoucnosti, svobodné vůle a věcí s tím souvisejících (determinismus, časový paradox).

## Děj
V roce 2054 zkouší zvláštní jednotka policie na území hlavního města USA Washingtonu experimentální kriminalistickou metodu, s jejíž pomocí lze zabránit vraždám. Hlavním hrdinou filmu je Tom Cruise v roli Johna Andertona, vedoucího speciálního oddělení Precrime (lze volně přeložit z angličtiny jako Předzločinný oddíl nebo Preventivní policie). S pomocí tří tušitelů, zmutovaných lidí schopných předvídat vraždy, a speciální techniky zjišťuje tým Precrime co nejvíce detailů vztahujících se k budoucí vraždě. Tušitelé jim ve svých myšlenkách prozradí čas vraždy, jména pachatelů i obětí. Na týmu Precrime je pak z útržkovitých obrazů z těchto myšlenek zjistit přesné místo vraždy, aby mohli včas zasáhnout a vraha zneškodnit. Precrime neřeší fakt, že zatýká někoho, kdo ještě nic neudělal.
John Anderton je respektovaným šéfem, který se ve své práci dobře vyzná. Je pro ni z osobních důvodů zapálen: před 6 roky, když ještě jednotka Precrime nefungovala na takové úrovni, mu někdo unesl syna Seana a on má podezření, že syn už nežije. Rozešel se s manželkou Larou a začal brát drogy. Když se o jednotku začne zajímat Danny Witwer (Colin Farrell), pracovník z ministerstva spravedlnosti, nechce si John připustit žádné pochybení a tento audit mu není po chuti. Systému plně důvěřuje. Zjišťuje však nesrovnalosti v případě neznámé Anne Livelyové, která se opakovaně objevuje v mysli nejnadanější tušitelky Agáty. Mezitím se pracovník ministerstva Witwer seznamuje detailně s principem fungování systému.
Zlom nastane, když v jedné z předtuch tušitelů uvidí John sám sebe, jak zabíjí člověka. Odvádí od přehrávaných představ tušitelů pozornost kolegů Precrimu, ale na dlouho se mu to nepodaří. Začne utíkat před vlastní jednotkou, která se ho s pomocí nejmodernější policejní techniky snaží dopadnout. Zároveň je přesvědčen o chybě v systému, protože nechápe, proč by měl zabít člověka, kterého nikdy neviděl a o kterém neslyšel. Když by ho jednotka Precrime dostihla, neměl by čas na obhajobu a byl by rovnou odsouzen a hibernován v alternativní budoucnosti, což je moderní typ vězení. Od doktorky Hinemanové, která tušitele vyvinula, se dozvídá, že ne vždy se tušitelé na předpovědi shodnou. Občas některý z tušitelů má odlišnou předtuchu než zbylí dva, tzv. menšinovou zprávu (anglicky minority report). Samotný fakt existence takové menšinové zprávy Johna Andertona šokuje. Aby dokázal svou nevinu, musí se John dostat k nejnadanější tušitelce – Agátě – a dostat z ní odlišnou zprávu.
Protože po něm intenzivně pátrá bývalý tým, který vedl, a pátrací metody jsou založeny na skenování oční duhovky, nechává si potají u jednoho lékaře vyměnit celé oči. Díky této záměně není odhalen policejními slídily, ale protože s sebou nosí své původní oči (v pytlíku), dovolí mu bezpečnostní systém Precrime vstup do budovy. Podaří se mu Agátu unést. Její menšinová zpráva se týká Anne Livelyové, John ji však nestihne celou zhlédnout, protože mu je v patách Precrime. Díky Agátiným jasnovideckým schopnostem se jim daří jednotce unikat. Dostanou se do domu, kde je ubytovaný Leo Crow, oběť Johnovy budoucí vraždy. John si je jistý, že nemá důvod Crowa zabít a proto, aby dokázal neplatnost předtuchy, se vydává přímo do jeho bytu. Agáta mu to rozmlouvá, je stále více rozrušená z blížící se vraždy. V bytě objeví John fotky unesených dětí a mezi nimi i fotky svého syna Seana; na jedné je Sean s Crowem. Johnovo šestileté utrpení ze ztráty syna v něm vyvolá vztek a když se objeví Crow a přizná se k bestiální vraždě Johnova syna, nemá John daleko k předpovězenému výstřelu na Crowa. V okamžik, kdy tušitelé předpověděli, nakonec nevystřelí a s přemáháním sděluje Crowovi obvinění z vraždy – postupuje standardním policejním postupem. Crow je překvapen, že ho Anderton nezabil, a dokonce se své vraždy dožaduje kvůli tomu, aby Crowova rodina dostala za jeho smrt peníze. John se dozvídá o objednávce a dochází mu, že vražda Crowa byla přece jen léčka na něho. Crow nakonec umírá způsobem, který byl předpovězen, avšak spíše se jedná o sebevraždu. John ustoupil od úmyslu ho zabít.
Mezitím Lamar Burgess, spoluvynálezce a ředitel Precrime, zabije v Johnově bytě Johnovou zbraní auditora Witwera. Využije nefunkčního Precrimu (Agáta je s Johnem a bez ní Precrime nepředpovídá), a umlčí Witwera, který mu právě sdělil „novinku“ o menšinových zprávách a možnosti využití echa předtuch (při zvláště závažné vraždě se obraz vraždy tušitelům několikrát vrací, tomu se říká echo) k zakrytí skutečně proběhlé vraždy. Witwer poukázal na předtuchu týkající se Anne Livelyové. To, co se dá při nepozornosti pokládat za jeden zločin a jeho echo, byly ve skutečnosti dvě předpovědi dvou vražd. Jedné se podařilo zabránit, druhá se stala, ale byla kryta předpokladem, že se jedná o echo neuskutečněné vraždy. O této „mouše“ systému už Witwer – díky pohotové Burgessově reakci – nemá možnost informovat vyšší místa.
Johna sice Precrime zadrží a uvězní, avšak John se předtím setkává se svou bývalou ženou Larou a svěřuje se jí s obavou, že se stal obětí léčky někoho hodně blízkého. Neví však koho. Následně Lara vypátrá na vlastní pěst, že tím, kdo připravil léčku na Johna, je Burgess. Osvobodí Johna z vězení a podaří se jim usvědčit Burgesse z vraždy Livelyové. Anne Livelyová, matka Agáty, se vyléčila z drogové závislosti a projevila zájem o svou dceru, již zapojenou do projektu Precrime. Burgess, vědom si nesmírné důležitosti Agáty v celém svém projektu, využil mezery systému a Agátinu matku zabil.
Burgess po prozrazení spáchá sebevraždu a  tím odsoudí i svůj projekt Precrime k zániku. Systém, ve kterém se nebere v potaz existence menšinových zpráv a který lze zneužít pro utajení vlastní vraždy, není možné dále používat, a lidé, kteří kvůli němu byli uvězněni, jsou osvobozeni. Tušitelé jsou odvezeni na bezpečné a odlehlé místo, kde mohou žít své vlastní životy a kde už je nebudou trýznit drastické předtuchy.
V závěru filmu John obnoví svůj vztah s Larou a Lara znovu otěhotní ...

## Prvky sci-fi
Ve filmu se vyskytuje mnoho vynálezů, ať už technických, lékařských nebo biologických, které vykreslují dobu roku 2054. Nejedná se zdaleka jen o tušitele a systém na ně napojený.

### Tušitelé
- uchovávání v polospánku ve vodivé lázni (fotonové mléko) pod vlivem omamných látek (dopamin, endorfiny, serotonin)
- jejich předtuchy jsou přenášeny do počítače, který je zaznamenává a umožňuje policistům vybírat si podle přání určité scény prohlédnout, rotovat a jinak zpracovávat v reálném čase

### Policie ajustice
- vznášedla s tryskovými motory – nástupci vrtulníku
- kombinéza vybavená letovým systémem – umožňuje vertikální i horizontální pohyb prostorem
- elektronická čelenka pro zadrženého místo pout
- skener oční duhovky v metru, v obchodech, napojený na policejní systém
- příruční skener oční duhovky napojený na policejní databázi
- slídil – hmyzu podobný stroj s umělou inteligencí vybavený skenerem oční duhovky
- alternativní budoucnost – hibernace vězňů ve vysouvacích kójích ve velké hale
- tepelný snímek místností v budově – detekuje živé organizmy

### Domácnost
- hlasově ovládané osvětlení a multimediální zařízení (počítač, projektor a promítací plátno)
- trojrozměrná holografická barevná projekce
- průhledná tenká deska, která se vejde do dlaně, jako nosič audiozáznamu (video)

### Biologie amedicína
- ambulantní výměna očí
- živé rostliny (z dílny Dr. Iris Hinemanové) – pravděpodobně kříženci živočichů a rostlin, mají vzhled rostlin a pohyby živočichů, v typu pohybu podobné mořským sasankám a hadům

### Noviny azpravodajství
- interaktivní noviny a časopisy – aktualizují se okamžitě, když se o události dozví novináři
- velké displeje na stěnách budov i pod mosty (propagují Precrime)

### Doprava
- automobily s automatickým řízením jezdící po horizontálních i vertikálních betonových drahách

## Obsazení (někteří herci)
| Tom Cruise          | John Anderton                                       |
| Colin Farrell       | Danny Witwer – auditor z ministerstva spravedlnosti |
| Samantha Morton     | Agáta – vůdčí osobnost trojice tušitelů             |
| Kathryn Morris      | Lara – manželka Johna Andertona                     |
| Max von Sydow       | Lamar Burgess - zakladatel a ředitel Precrime       |
| Jessica Harper      | Anne Livelyová – matka Agáty                        |
| Lois Smith          | Dr. Iris Hinemanová – genetická inženýrka           |
| Peter Stormare      | Dr. Solomon Eddie – operatér Johnových očí          |
| Tim Blake Nelson    | Gideon                                              |
| Arye Gross          | Howard Marks                                        |
| Ashley Crow         | Sarah Marks                                         |
| Mike Binder         | Leo Crow                                            |
| Tyler Patrick Jones | Sean (starší) – Johnův syn                          |
| Dominic Scott Kay   | Sean (mladší) – Johnův syn                          |

## Nominace na Oscara
- Nejlepší střih zvuku – Richard Hymns, Gary Rydstrom